# Кнауф, Брюс
Брюс Кнауф (Bruce M. Knauft; род. 24 января 1954, Хартфорд) — британский антрополог. Доктор философии (1983), именной профессор (Samuel C. Dobbs Professor) Университета Эмори, где трудится уже более 20 лет. С 1980 года занимается исследованиями народности гебуси (Gebusi) тропических лесов Папуа — Новой Гвинеи.
Окончил с отличием Йель (бакалавр B.A. magna cum laude, 1976).
Прошел подготовку как культурный антрополог.
Степень доктора философии получил в Мичиганском университете, а перед тем там же получил степень магистра M.A. с отличием. Докторские исследования на протяжении двух лет проводил среди народности гебуси (Gebusi) тропических лесов Папуа — Новой Гвинеи. Помимо Меланезии его также интересуют Западная и Восточная Африка, Южная и Внутренняя Азия, и другие регионы. С 1995 года член редколлегии Reviews in Anthropology. Соредактор Melanesian Studies Series в University of California Press.
Женат с 1979 года, супруга также антрополог. Есть ребенок.
Автор девяти книг. Среди работ: Mongolians After Socialism: Politics, Economics, Religion (Admon Press, 2012); Exchanging the Past (University of Chicago Press, 2002); Good Company and Violence (1985). Редактор Critically Modern: Alternatives, Alterities, Anthropologies (Indiana University Press, 2002) {Рец.}.